# سوفیا راسی
سوفیا راسی انگلیسی: Sophia Rossi؛ ستاره فیلم‌های پورنو، مانکن و یک رقصندۀ شهوانی اهل آمریکاست. وی در ۲۲ سپتامبر سال ۱۹۷۷ در لاس وگاس به دنیا آمد.